# 카디르 굴리야모프
카디르 가푸로비치 굴리야모프(Kadyr Gafurovich Gulyamov, 1945년 2월 17일 ~ )는 핵물리학자 겸 대학 교수 출신의 소련·우즈베키스탄 정치가 겸 외교관이다. 그는 우즈베키스탄 국방부 장관 직책을 지냈다.